# 贡纳尔·努达尔
尼尔斯·贡纳尔·努达尔（瑞典語：Nils Gunnar Nordahl，發音：[ˈɡɵnar ²nuːɖɑːl]；1921年10月19日—1996年9月15日），瑞典男子足球运动员。他主踢前鋒，其职业生涯中最为人所知的是他1949年至1956年在AC米兰的一段时间，期间他赢得了两次Scudetto，此外也获称号“pluricapocannoniere”以及史无前例的五次“Capocannonieri”奖，超过了意大利所有球员的锦标赛战绩。
努达尔是AC米兰目前为止进球最多的球员；在2012年1月被弗朗切斯科·托蒂打破记录之前，他在意大利联盟中也长时间保持着单个俱乐部进球数量冠军。努达尔被认为是有史以来最伟大的瑞典球员之一，以及足球史上最强的前锋之一。2017年他入选足球杂志《FourFourTwo》的史上百位最伟大的球员，排名第54。